# هوارد ر. هيوز سينيور
هوارد ر. هيوز سينيور (بالإنجليزية: Howard R. Hughes, Sr.)‏ هو رائد أعمال ومخترع وشخصية أعمال أمريكي، ولد في 9 سبتمبر 1869 في ميزوري في الولايات المتحدة، وتوفي في 14 يناير 1924 في هيوستن في الولايات المتحدة.